# Karel August van Saksen-Weimar-Eisenach (1757-1828)
Karel August (Weimar, 3 september 1757 - Graditz bij Torgau, 14 juni 1828) was van 1758 tot 1815 hertog en daarna tot 1828 groothertog van Saksen-Weimar-Eisenach. Hij is bekender als mecenas en vriend van Goethe dan als staatsman.

## Jeugd

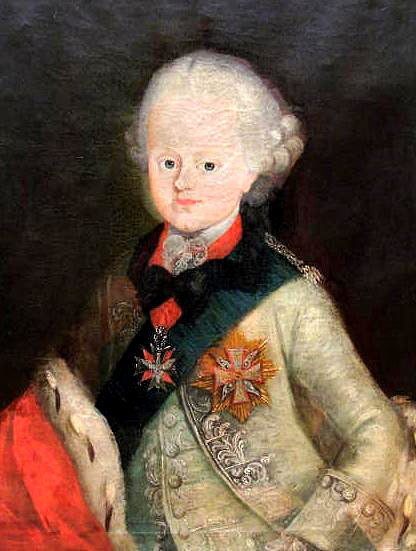
Portret op tienjarige leeftijd

Hij was de oudste zoon van hertog Ernst August II Constantijn en Anna Amalia, dochter van Karel I van Brunswijk. Reeds een jaar na zijn geboorte verloor hij zijn vader. Hierna stond hij onder voogdij van Karel I totdat zijn intelligente, geïnteresseerde en kunstzinnige moeder deze na haar meerderjarigheidsverklaring in 1759 overnam en hem liet opvoeden door onder anderen Christoph Martin Wieland.
In 1774 maakte hij een studiereis naar Parijs en Zwitserland. Op de terugreis bezocht hij het hof te Darmstadt, waar hij zich verloofde met de even oude prinses Louise, dochter van Lodewijk IX van Hessen-Darmstadt. De reis werd in Frankfurt opnieuw onderbroken om Johann Wolfgang Goethe te ontmoeten, die hij wilde leren kennen. Hij werd op zijn achttiende verjaardag in 1775 meerderjarig verklaard. 

## Huwelijk en kinderen
Het huwelijk met Louise vond plaats op 3 oktober 1774 te Karlsruhe. Uit de verbintenis werden zeven kinderen geboren:
- Louise Augusta Amalia (1779-1784)
- een doodgeboren dochter (1781)
- Karel Frederik (1783-1853), groothertog van Saksen-Weimar-Eisenach
- een doodgeboren zoon (1785)
- Caroline Louise (1786-1816), huwde in 1810 met erfgroothertog Frederik Lodewijk van Mecklenburg-Schwerin
- een doodgeboren zoon (1789)
- Karel Bernhard (1792-1862), militair in Nederlandse dienst

## Regering
Nu Karel August meerderjarig was, arriveerde Goethe in november 1775 in Weimar. Er ontwikkelde zich al snel een diepe vriendschap tussen de twee, waarbij de acht jaar oudere dichter de jonge hertog als begeleider, adviseur en leraar bijstond. Karel August bedeelde Goethe belangrijke regeringsposten toe en bewerkstelligde dat hij in 1782 in de adelstand werd verheven.
Een jaar na Goethe kwam Herder naar Weimar, in 1787 Schiller en in 1798 Jean Paul zodat de Weimarer Klassik zijn aanvang nam. In het eveneens tot Saksen-Weimar-Eisenach behorende Jena ontstond een tweede cultureel centrum met Fichte, Schelling, Hegel en de gebroeders August Wilhelm en Friedrich von Schlegel.
Karel August speelde in 1785 een rol bij het stichten van de Vorstenbond van Frederik de Grote om een tegenwicht te bieden tegen de plannen van keizer Jozef II. Hij nam in 1791 dienst in het leger van Pruisen, hopend dat onder leiding van dit land een nieuw verenigd Duitsland te bewerkstelligen zou zijn. Hij maakte als majoor-generaal de veldtochten van 1792 en 1793 mee en werd in 1797 luitenant-generaal. In 1806 zag hij zich, teneinde zijn land te behouden, genoodzaakt toe te treden tot Napoleons Rijnbond, waardoor zijn troepen tot 1813 onder Franse vlag streden. Na de Volkerenslag bij Leipzig voerde hij in Russische dienst het bevel over een uit Russen, Saksen en Hessen bestaand leger in de Zuidelijke Nederlanden, waar hij stadhouder werd.
Aan het huwelijk van zijn zoon Karel Frederik met grootvorstin Maria Paulowna, dochter van tsaar Paul I en zuster van Alexander I, had de hertog te danken dat zijn land op het Congres van Wenen - waaraan Goethe als minister deelnam - op voorspraak van Rusland werd vergroot en tot groothertogdom werd verheven.
Hij regeerde op verlicht absolutistische wijze met een zekere neus voor de heersende maatschappelijke tendensen. Als een van de eerste Duitse vorsten stond hij in 1816 een grondwet en persvrijheid toe. Niet zonder bedenkingen liet hij in 1817 de Jenase studenten het (eerste) Wartburgfest vieren, hetgeen leidde tot de oprichting van de Burschenschaften. De reactionaire besluiten van Karlsbad van 1819 dwongen hem echter zijn liberalisme te matigen.
Karel August overleed aan een beroerte in juni 1828 in Schloss Graditz in Torgau, op zijn terugreis van Berlijn naar Weimar. Hij was 70 jaar oud. Op 9 juli werd zijn lichaam bijgeplaatst in de Fürstengruft. Karel August werd als groothertog opgevolgd door zijn zoon Karel Frederik.